# Dorte Bæk Klein
Dorte Bæk Klein (født 25. februar 1960) er en dansk tidligere atletikudøver, der tilhørte den danske elite inden for flere discipliner, heriblandt syvkamp og højdespring. I syvkamp har hun den danske rekord med resultat 5.722 point, en rekord sat i 1983, og i højdespring sprang hun i 1982 1,81 m, hvilket gør hende til syvendebedste på alle tiders danske højdespringsrangliste.
Dorte Bæk Klein stillede op for Esbjerg Atletik og Motion.

## Resultater
Dorte Bæk Klein har blandt andet sat følgende personlige rekorder:
- 200 meter: 25,71 (1983)
- 100 meter hæk: 14,85 (1983)
- Længdespring: 5,89 m (1983)
- Højdespring: 1,81 m (1982)
- Trespring: 11,03 m (1981)
- Spydkast: 49,84 m (1988)
- Syvkamp: 5.722 p (1983)